# Тясмин
Тя́смин (у давніх текстах вживається назва Біла Річка) — річка в Кіровоградській та Черкаській областях України, права притока Дніпра.

## Назва
Вчені та краєзнавці давно намагаються пояснити виникнення назви Тясмину. Найбільш історично обґрунтованим поясненням є те, що назва є праслов'янським гідронімом, утвореним від зниклого апелятива «тесмынь» — «порубіжжя, межа» з архаїчним індоєвропейським суфіксом «-men, -ma», а корінь «tes» виник з індоєвропейського «teks», що репрезентований у давньоруському слові «тесати, тесь» — «зарубка на дереві для позначення межі». Автор цього пояснення В. В. Лучик вважає, що річка Тясмин на момент її назви утворила ту умовну лінію, за якою для праслов'ян розпочиналися землі інших народів. Справа в тому, що на південь від басейну Тясмину брала початок степова зона, яка визначала зовсім інший характер матеріального виробництва, побуту, суспільних стосунків і духовної культури, ніж у населення лісового та лісостепового ландшафту.

## Розташування
Річка бере початок у північній частині села Любомирка (за іншими даними — на південно-східній околиці села Красносілля) Олександрівського району. Спочатку тече переважно на південний захід через Вищі Верещаки, Нижчі Верещаки, Соснівку, далі — через Райгород Кам'янського району. Потім напрямок змінюється на північний, а в місті Сміла річка повертає на північний схід. У селі Бузуків Тясмин ще раз повертає, тепер на південний схід і тече в цьому напрямку до самого Чигирина. Останній відрізок річка протікає в східному напрямку.

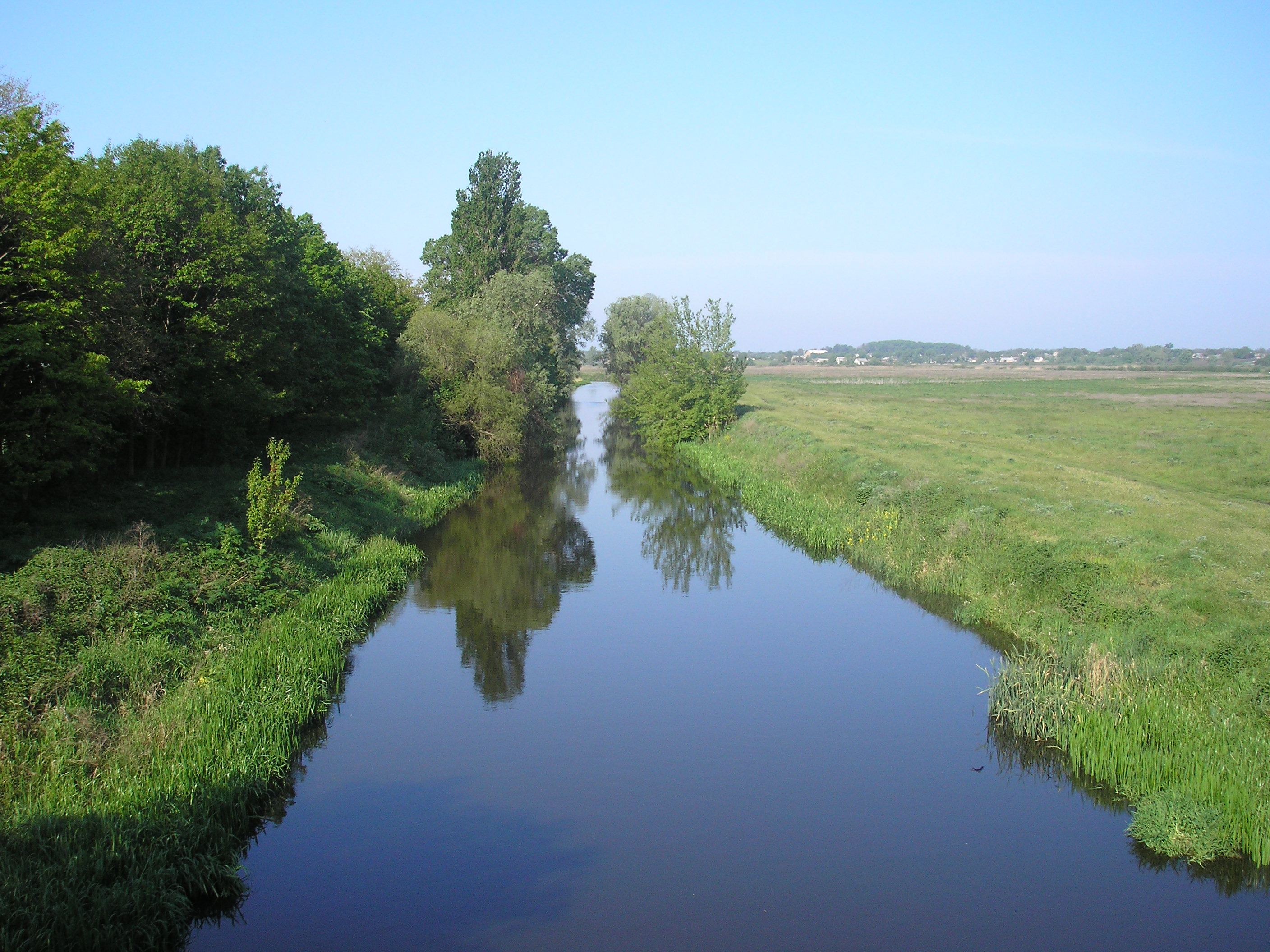
Каналізоване в результаті меліорації русло Тясмину

## Гідрологічний режим
Довжина річки 161 км, площа басейну 4 540 км². Похил річки становить 0,34 м/км. Річище звивисте, його ширина від 5—20 м до 40 м, на окремих ділянках каналізоване. Живлення снігове і дощове. Льодостав з грудня до середини березня. Стік регульований водосховищем і ставками, є шлюзи-регулятори. У пониззі споруджено захисну дамбу з насосною станцією потужністю 85 м³/с, що регулює стік річки у Кременчуцьке водосховище.

## Долина
Долина трапецієподібна, завширшки до 2,5 км, на значному протязі спостерігаються виходи кристалічних порід. Подекуди долина асиметрична, з високими крутими правими і пологими лівими схилами. В середній течії Тясмин утворює закрут, що міняє напрям річки на 180°. Через це його витоки і гирло розташовані всього за 33 км один від одного. Заплава добре виявлена у нижній течії, частково затоплена водами водосховища, є заболочені ділянки, нижче Сміли осушена. На значному протязі (понад 80 км) здійснено залуження і заліснення прибережної смуги.

## Притоки

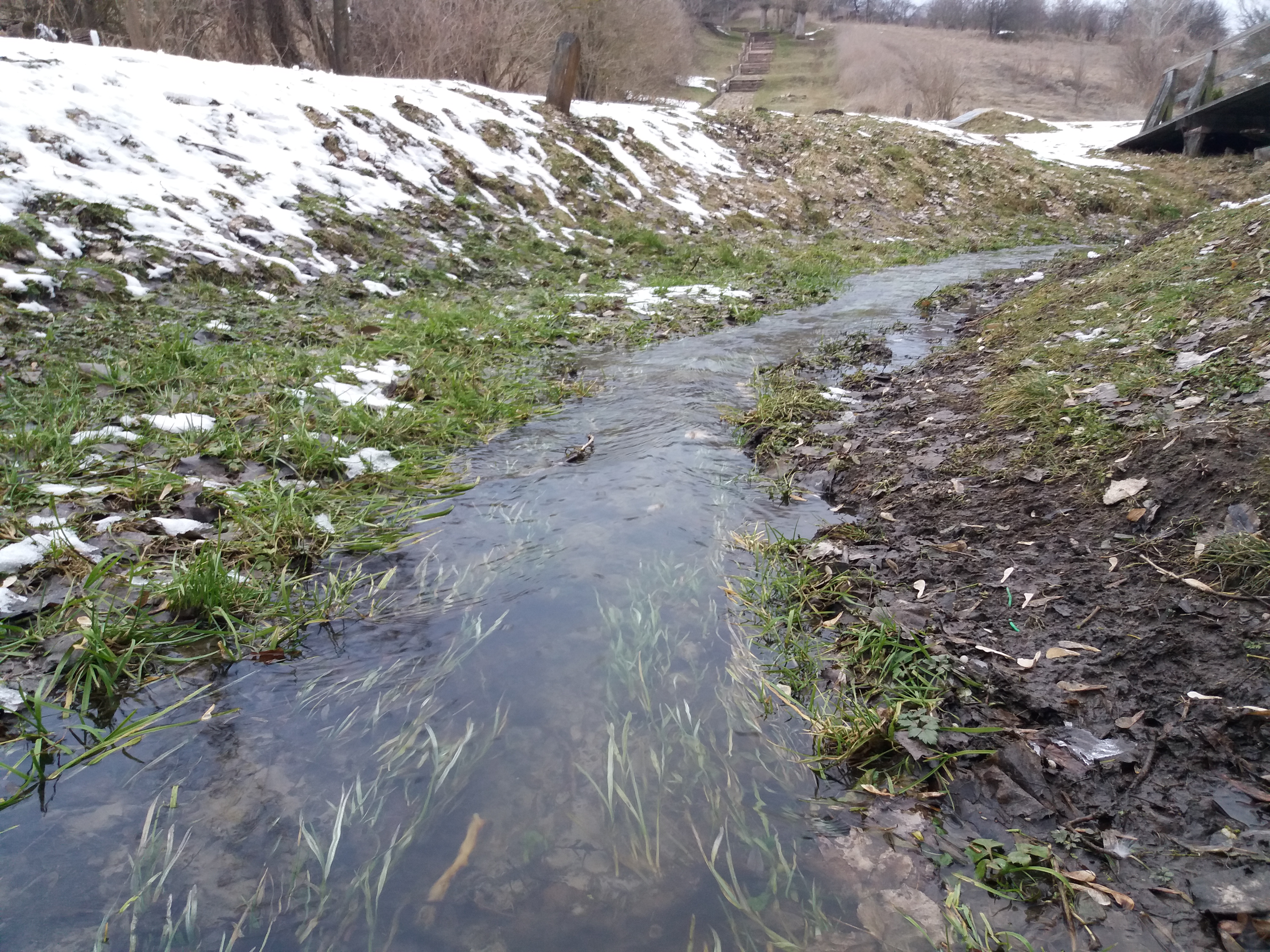
Річка Суба у селі Суботів

Праві: Сухий Тясьмин, Сухий Тясмин, Осотянка, Просянка, Косарка, Жаботинка, Медведка, Потік, Ірклій, Чутка.
- Суба - права притока у Черкаському районі Черкаської області. Починається на північно-східній стороні від села Вдовичине у листяному лісі. Тече переважно на північний схід через село Суботів. Довжина приблизно 5 км.[5][6][7]

Ліві: Нерубайка, Бовтиш, Мокрий Ташлик, Гнилий Ташлик, Сріблянка, Ірдинь.

## Охорона довкілля
У долині річки розташовано гідрологічні заказники місцевого значення, які є важливими регуляторами гідрологічного режиму: у Черкаській області — Березняківський кар'єр, Старий Тясмин, Старотясминський. Крім того, у м. Кам'янка розташована комплексна пам'ятка природи місцевого значення Тясминський каньйон.  

## Населені пункти
Над Тясмином розташовані такі міста і села (від витоків до гирла):
- Кропивницький район — Любомирка, Вищі Верещаки, Нижчі Верещаки, Соснівка, Бірки, Олександрівка;
- Черкаський район — Косарі, Юрчиха, Кам'янка, Ревівка, Ярове, Райгород, Березняки, Велика Яблунівка, Сміла, Залевки, Малий Бузуків, Голов'ятине, Гуляйгородок, Хацьки, Степанки, Бузуків, Нечаївка, Думанці, Чубівка, Деменці, Зам'ятниця, Трушівці, Медведівка, Трушівці, Новоселиця, Суботів, Чигирин, Галаганівка, Стецівка.

## Використання
Вода з річки використовується на потреби технічного водопостачання (Смілянське водосховище), зрошування (найбільше в нижній течії, біля Чигирина і Суботова) та рибництва. На берегах збудовані місця відпочинку.

## Історія
У нижній течії Тясмину, поблизу Суботова, розташовані важливе археологічне городище Білогрудівка чорноліської культури. Для вчених воно є ключовою ланкою вивчення переходу від пізньої бронзової доби до ранньої залізної. 
Вказаний на «Загальній карті України» (1648) Боплана як «річка Тажмін» (Tarzmin R.).

## Галерея

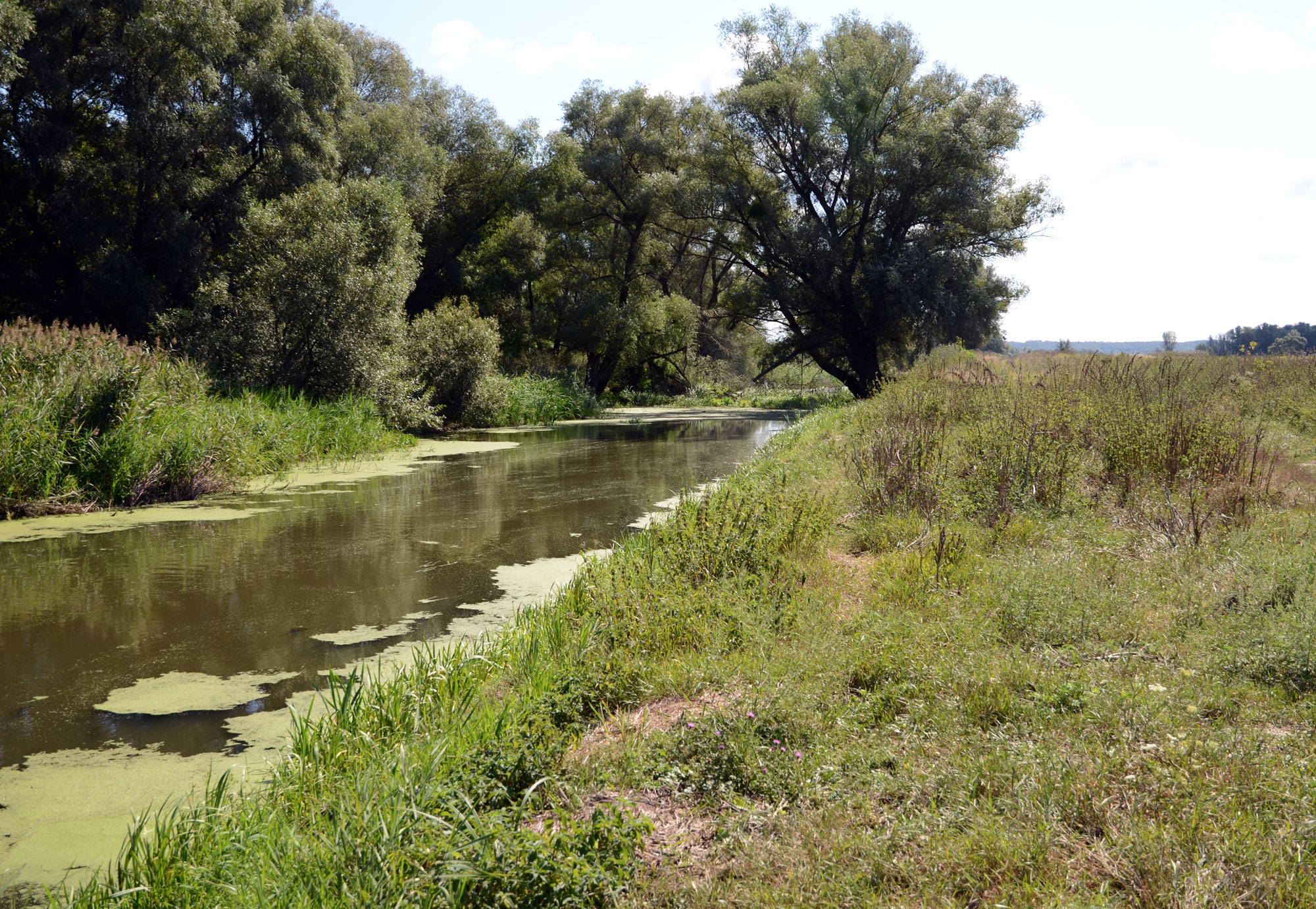
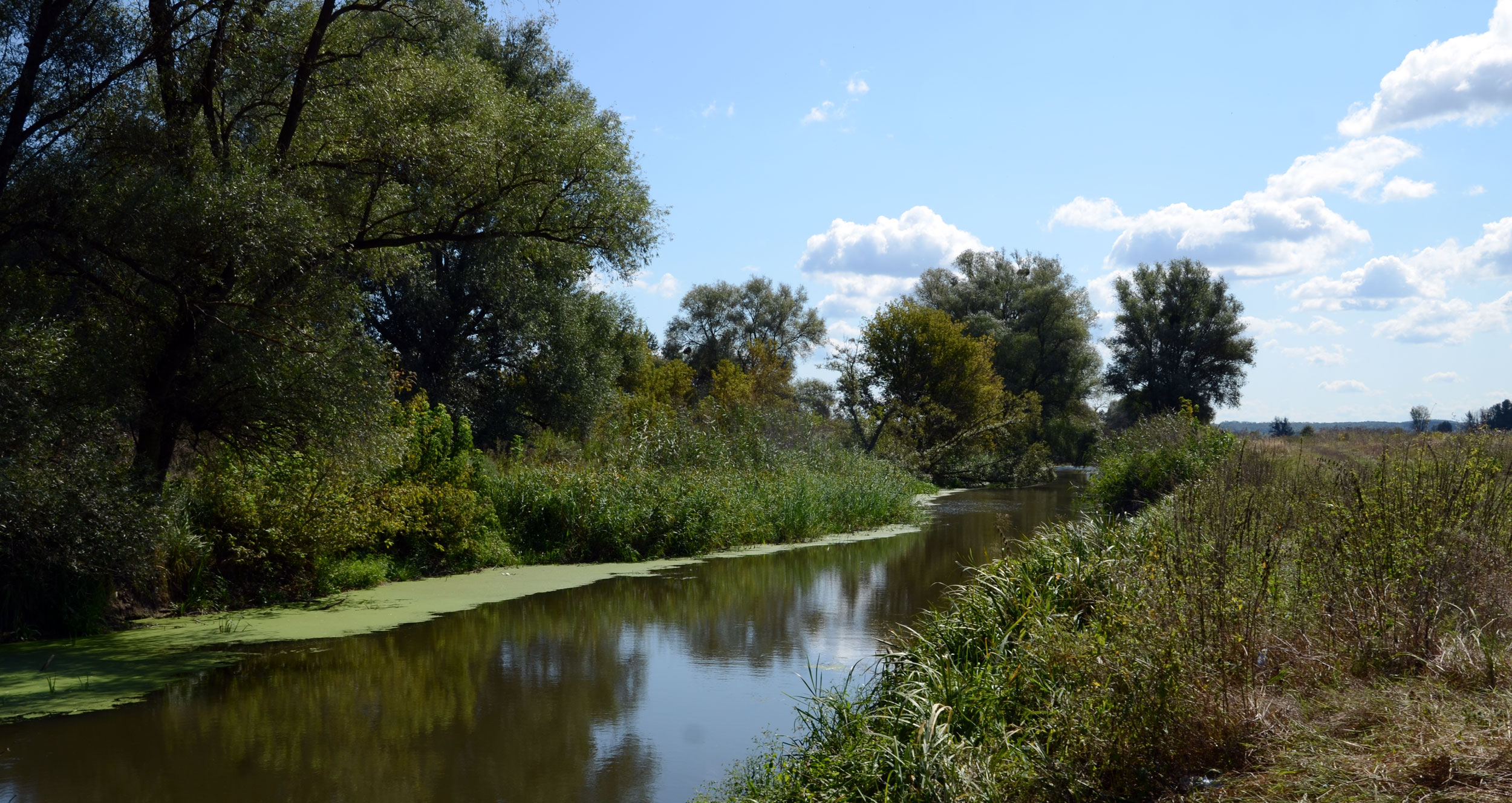
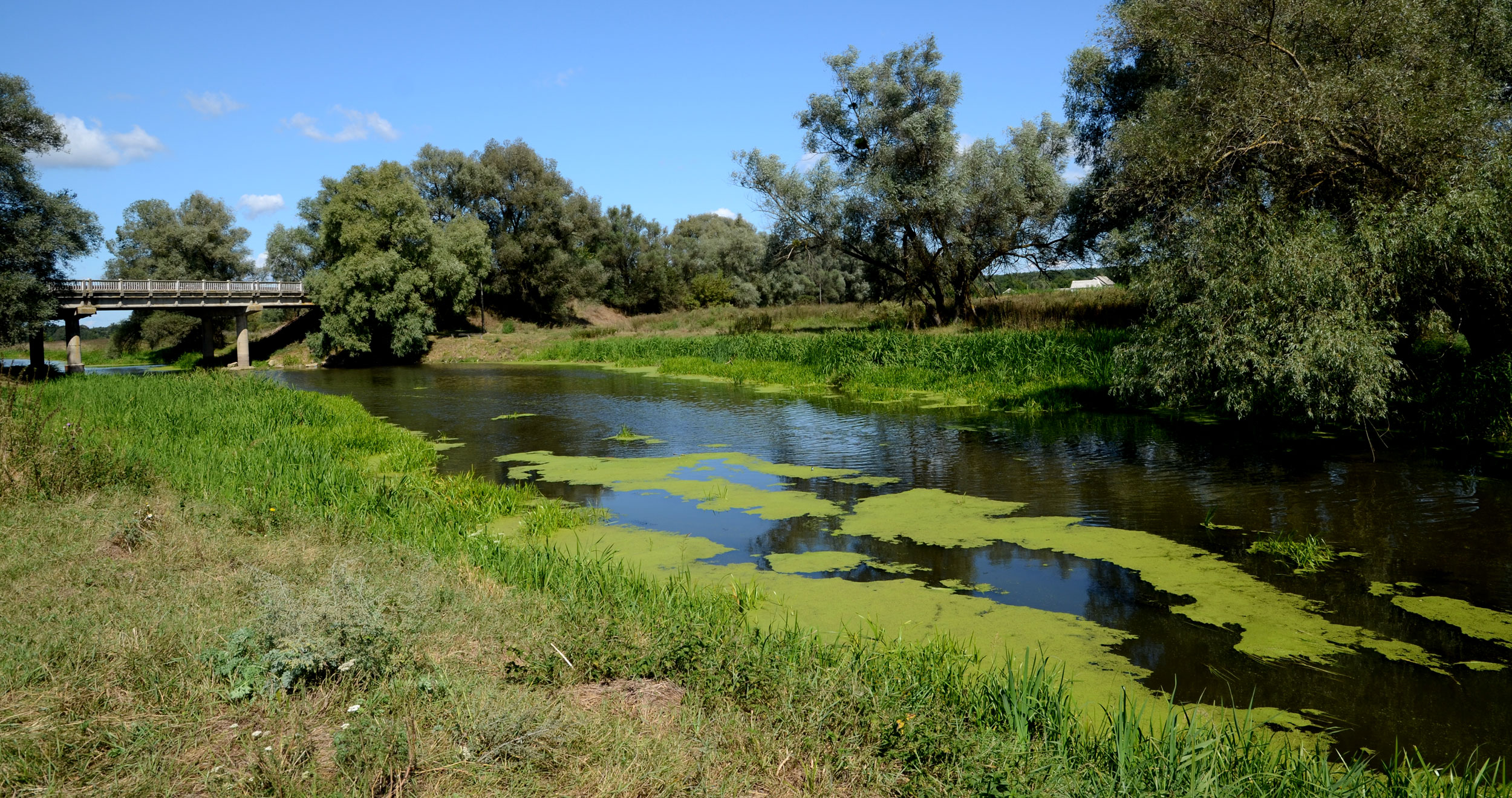
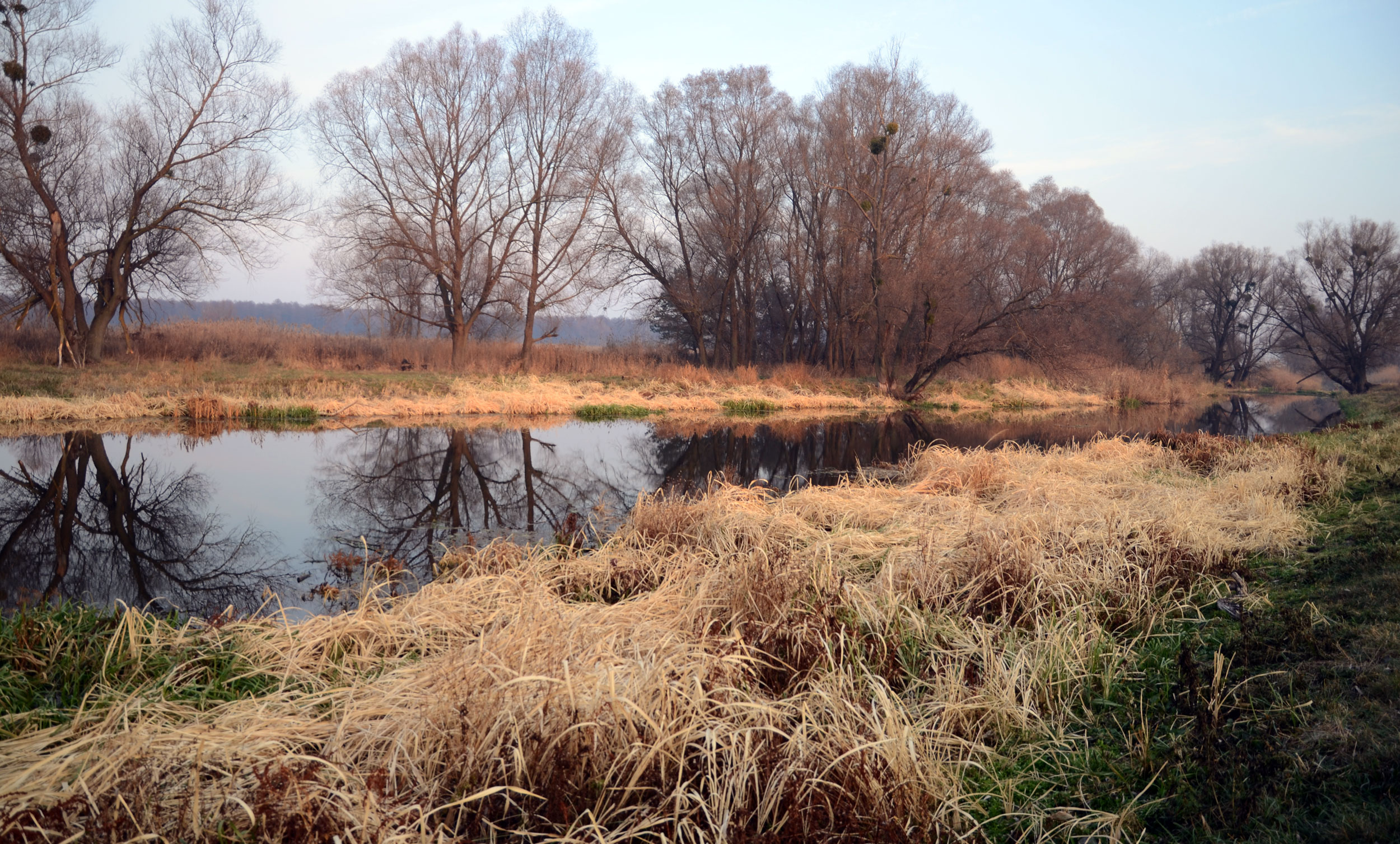
Тясмин у селі Думанці
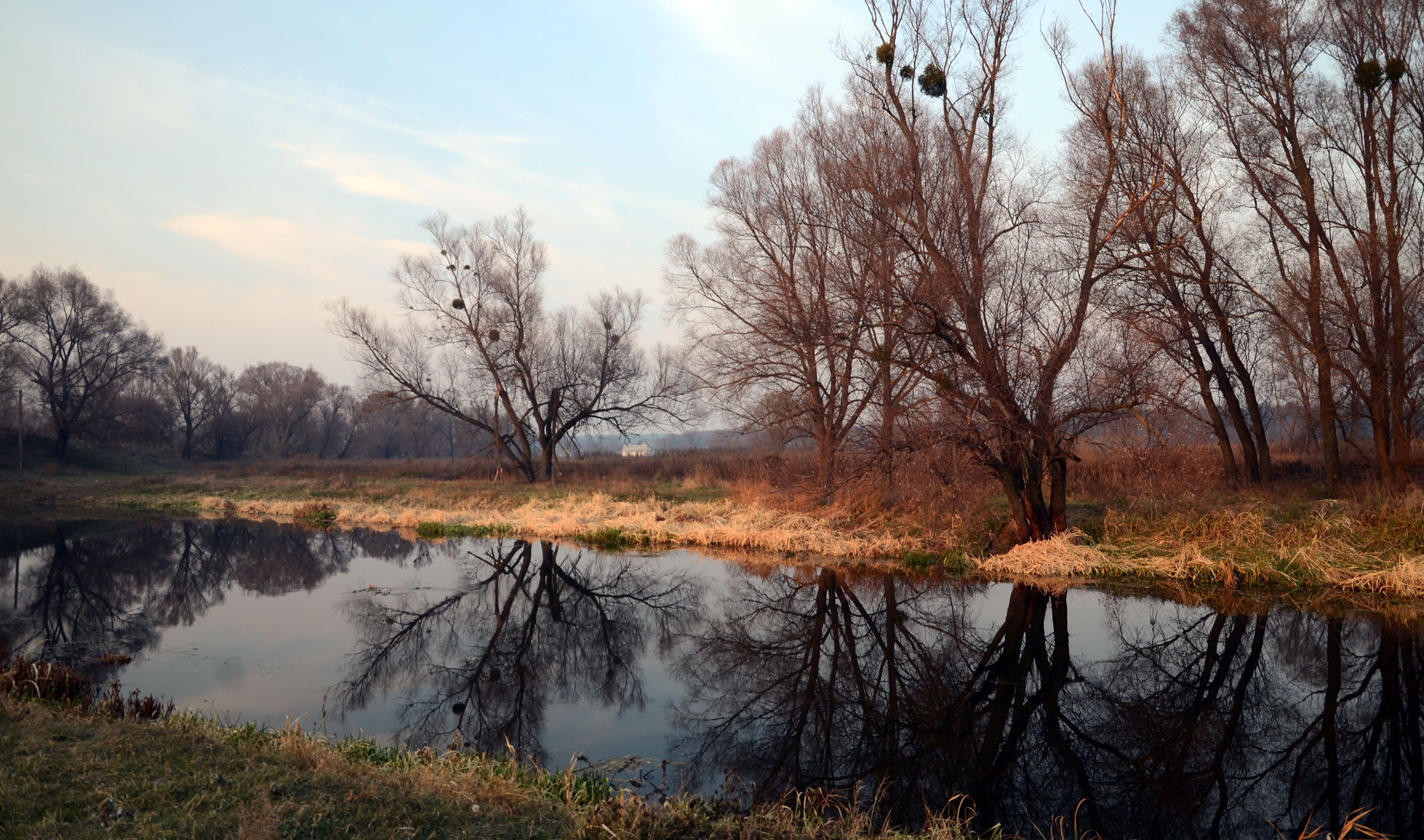
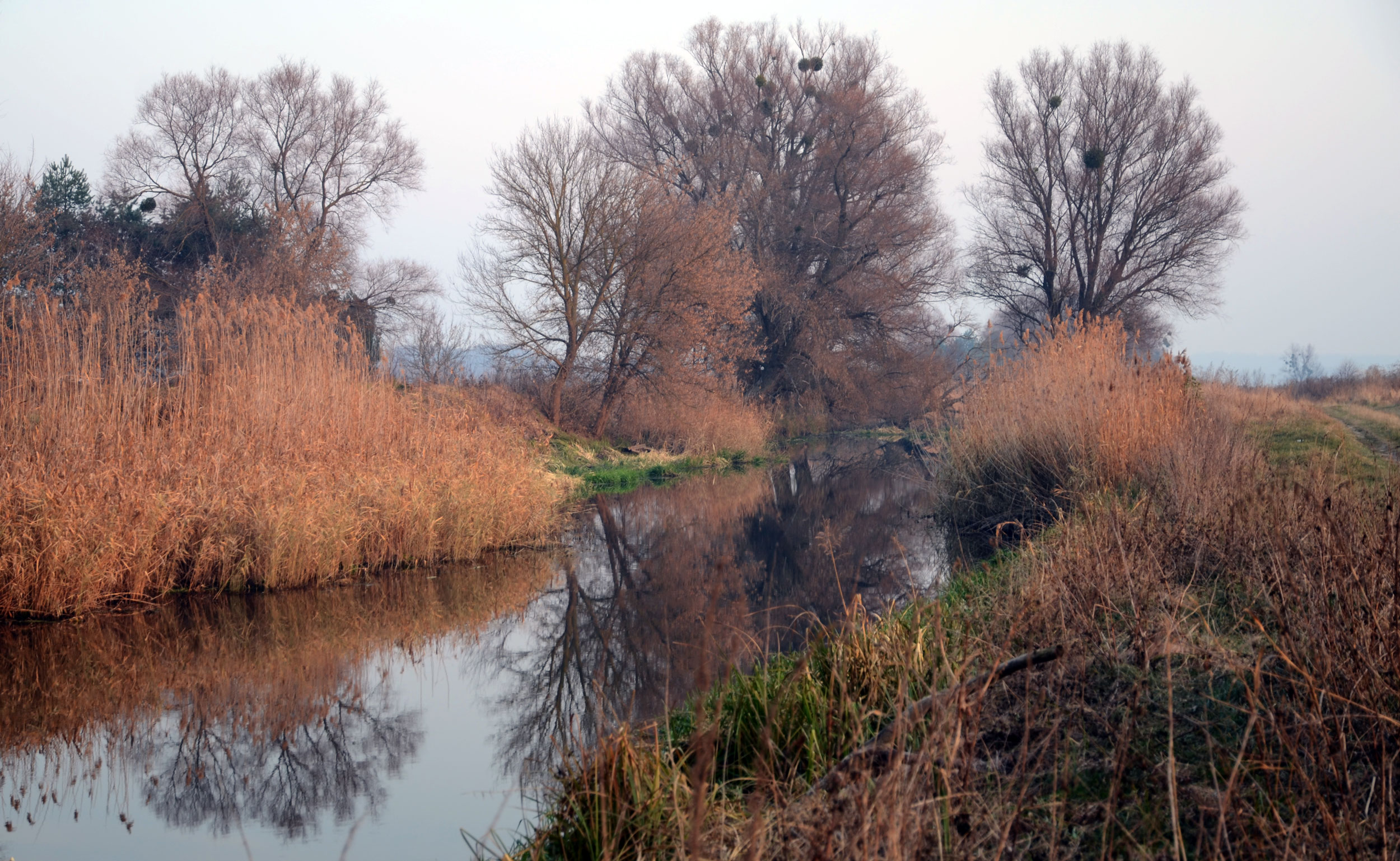
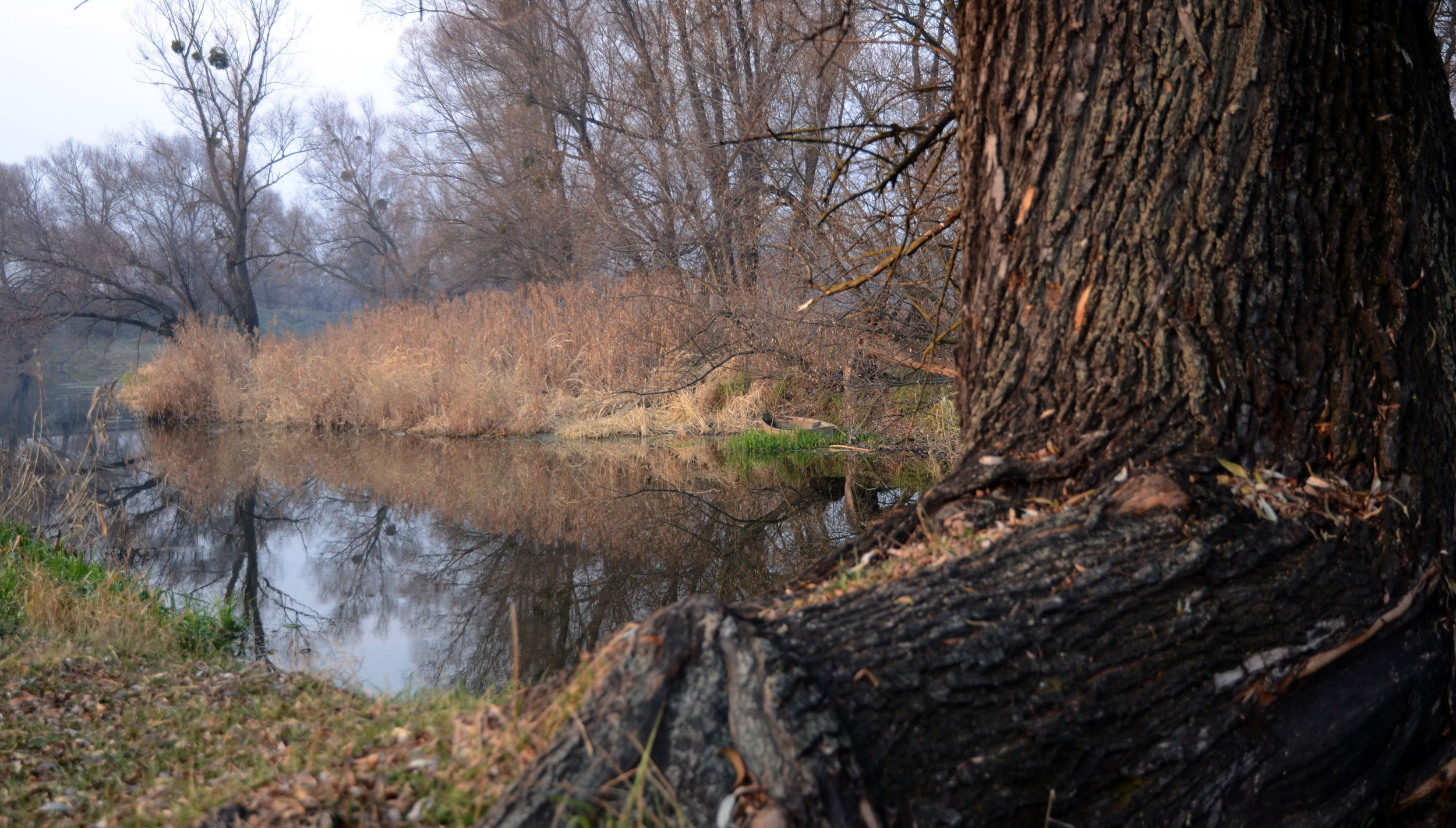